# سام دوناهو
سام دوناهو (بالإنجليزية: Sam Donahue)‏ هو قائد فرقة ‏ وعازف جاز أمريكي، ولد في 18 مارس 1918 في ديترويت في الولايات المتحدة، وتوفي في 22 مارس 1974 في رينو في الولايات المتحدة بسبب سرطان البنكرياس.

## وصلات خارجية
- سام دوناهو على موقع IMDb (الإنجليزية)
- سام دوناهو على موقع ميوزك برينز (الإنجليزية)
- سام دوناهو على موقع أول ميوزيك (الإنجليزية)
- سام دوناهو على موقع ديسكوغز (الإنجليزية)